# 藤原登任
藤原 登任（ふじわら の なりとう）は、平安時代中期の貴族。藤原南家巨勢麻呂流、常陸守・藤原師長の子。官位は従四位下・大和守。

## 経歴
左兵衛尉を経て、長和2年（1013年）三条天皇の六位蔵人に補せられる。長和5年（1016年）三条天皇の譲位に伴って蔵人から院判官代に遷り、まもなく巡爵により従五位下に叙せられた。また、藤原教通室となっていた藤原公任の娘が出産にあたって、しばしば登任の三条の邸宅に移っており（『栄花物語』）、登任は公任に対して家人として仕えていたとも考えられる。
後一条朝前期に能登守に任ぜられ、万寿元年（1024年）治国の功労により従五位上に叙せられる。その後も、出雲守・大和守と受領を歴任する一方、主殿頭も務めた。
後冷泉朝の永承5年（1050年）に陸奥守として東北地方に下向。翌永承6年（1051年）に安倍氏が衣川の柵を越え勢力圏を拡大しようとしたため、登任は秋田城介・平繁茂（繁成/重衛）らと安倍氏を討伐しようするも、逆に鬼切部で大敗を喫し更迭された。この事件が「前九年の役」の発端となる。当時の状況は後任の源頼義による上奏文に「東夷蜂起シ郡県ヲ領シ以ッテ夷地トナシ、人民ヲ駆使シ蛮虜トナシ六カ郡中、国務ニ従ガワズ、皇威ヲ忘ルルガ如シ」とある。
康平2年（1059年）3月29日に出家した。

## 官歴
- 時期不詳：左兵衛尉、非蔵人
- 長和2年（1013年） 正月15日：六位蔵人、元非蔵人[2]、左兵衛尉如元[3]
- 長和4年（1015年） 4月13日：見蔵人式部丞[3]
- 長和5年（1016年） 正月29日：去蔵人（帝譲位）、院判官代[3]
- 寛仁2年（1018年） 5月18日：見従五位下[3]
- 時期不詳：能登守[4]
- 万寿元年（1024年） 正月26日：従五位上（治国）[3]
- 長元5年（1032年） 日付不詳：出雲守?[5]
- 時期不詳：主殿頭。大和守[4]
- 永承5年（1050年） 日付不詳：陸奥守
- 康平2年（1059年） 3月29日：出家[6]

## 系譜
『尊卑分脈』による。
- 父：藤原師長
- 母：播磨守光孝（姓不明）の娘
- 妻：周防守憲忠の娘（又は平兼忠の娘）
  - 男子：藤原長宗（1016-1085）
  - 男子：藤原長明（1018?-1099）
- 妻：四条宮官女二条殿
  - 男子：任尊
- 生母不明の子女
  - 男子：実覚